# نیکانور (فرمانده سلوکی)

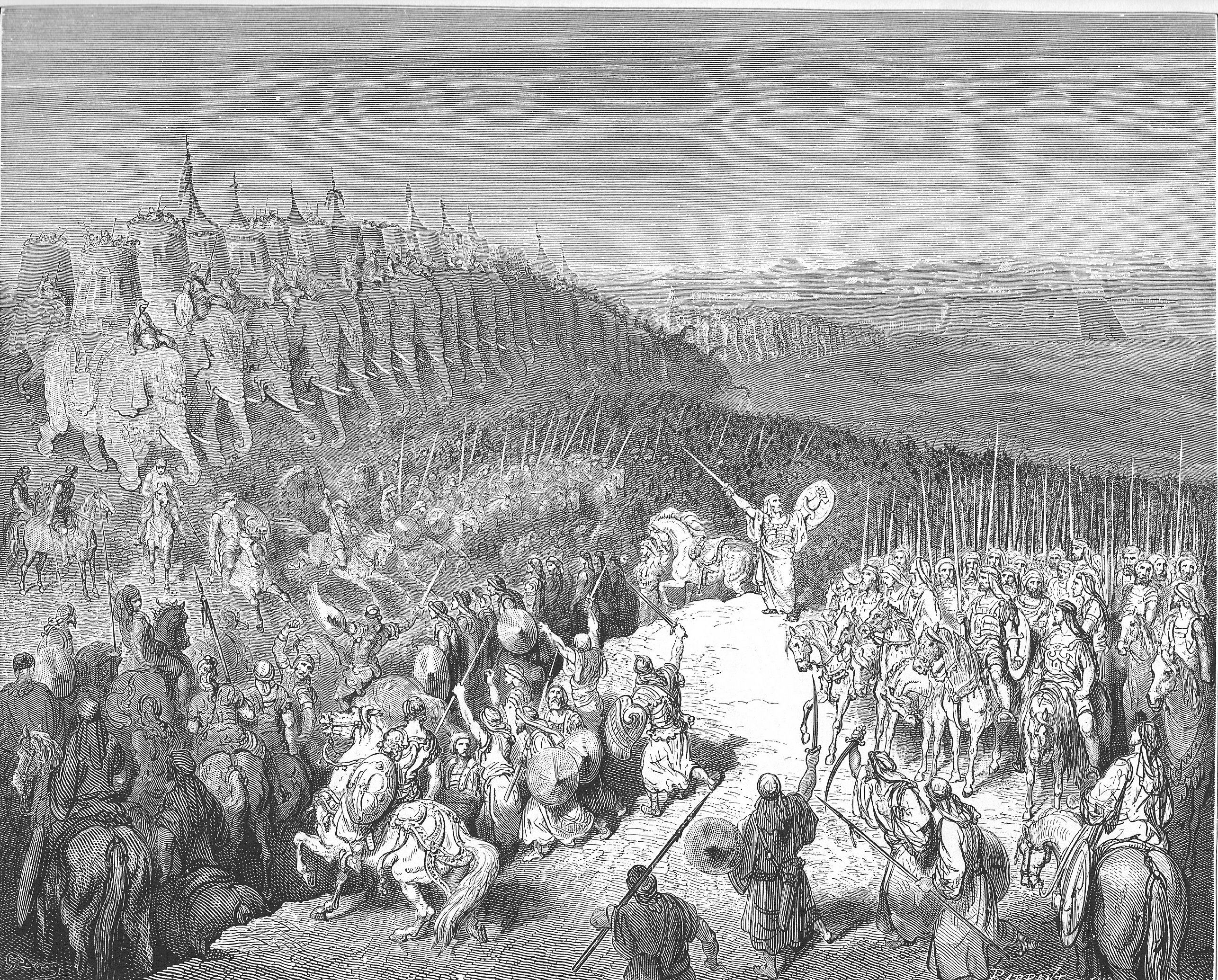
یهودا مکابئوس در برابر لشکر نیکانورJudas Maccabeus before the Army of Nicanor (1 Macc. 7:26-32)

نیکانور (یونانی: Nικάνωρ؛ مرگ در ۱۶۱ پ. م) یک ارتشبد آشوری-سلوکی در دوره آنتیوخوس چهارم و دیمتریوس یکم بود. او در شورش مکابی علیه امپراتوری سلوکی فرمانده ارتش سلوکیان بود و در یکی از جنگ‌ها کشته شد.